# Cante jondo
Dins el lèxic flamenc, és la manera de cantar en el que el cantaor o cantaora expressen els més profunds sentiments generalment dramàtics, amorosos, de dolor o de pèrdua. Segons el diccionari de la RAE, el cante jondo és "el más genuino cante andaluz, de profundo sentimiento" (el més genuí cant andalús, de sentiment profund). Aquest diccionari recull com a equivalents les locucions "cante jondo" o "cante hondo", el que avala que el terme "jondo" no és més que la forma dialectal andalusa de la paraula espanyola "hondo" (profund, pregon), amb la seva característica aspiració de la h provinent de f inicial. Tanmateix Máximo José Kahn arribà a sostenir que el terme "jondo" procedeix de la locució hebrea "jom-tob" o "yom-tob", desinència d'alguns cants de sinagoga. Segons Manuel García Matos e Hipólito Rossy, no tot el cante flamenc és cante jondo. Manuel de Falla considerava que el cante jondo era el cant antic, mentre que el cante flamenc era el modern.